# Colla MacDonnell
Pour les articles homonymes, voir McDonnell (homonymie).
Colla MacDonnell ou Coll MacDonnell est un seigneur irlandais d'origine écossaise du Clan MacDonald de Dunnyveg, issu du Clan Donald, qui vécut au XVIe siècle en Irlande du Nord. Fils d'Alexandre MacDonald et frère de James MacDonald, 6e chef du Clan MacDonald de Dunnyveg et Seigneur des Îles, il joue un rôle important dans l'expansion du clan au détriment de leurs anciens alliés et voisins, les McQuillan, Seigneurs de la Route, dont il s'est emparé du château de Dunluce en 1557. Un an après, à sa mort en 1558, son frère Sorley Boy poursuit son œuvre et se fait reconnaître comme chef d'un nouveau clan, les MacDonnell d'Antrim, inaugurant ainsi une nouvelle lignée, celles des futurs Comtes puis Marquis d'Antrim.

## Biographie

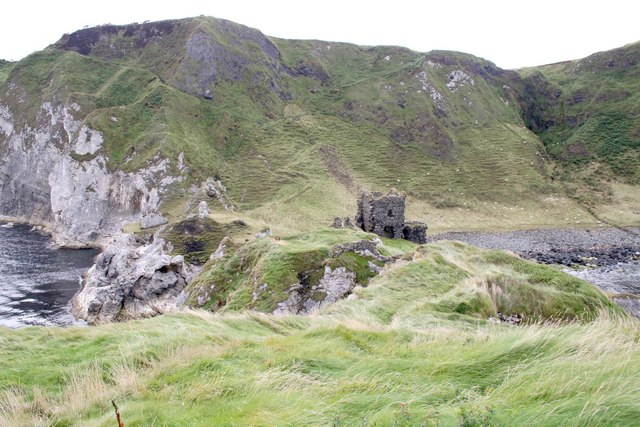
Château de Kinbane

Colla MacDonnell naît au début du XVIe siècle au Château de Dunaneeny, près de Ballycastle (comté d'Antrim) en Irlande du Nord. Il est le fils d'Alastair ou Alexandre MacDonnell, 5e chef du Clan MacDonald de Dunnyveg, Seigneur des Îles, d'Islay et des Glens d'Antrim, une branche sud du Clan Donald dont les possessions s'étendent à la fois au sud-ouest de l'Écosse et au nord de l'Irlande, sur la Côte d'Antrim et de Catherine, fille du Seigneur d'Ardnamurchan. À la mort de son père en 1539, il participe de concert, avec ses frères, à l'expansion du clan au détriment de leurs voisins, les McQuillan, Seigneurs de La Route, dont il épouse la fille, Évelyne. Tandis que son frère James, nouveau chef du clan, dirige les possessions écossaises depuis Islay, il nomme Colla « Seigneurs de La Route » pour défendre les nouvelles acquisitions de la famille en Irlande, notamment face aux Anglais.
Il construit ainsi le château de Kinbane qui est assiégé à plusieurs reprises sans succès par des expéditions anglaises en 1551 par le Lord Deputy d'Irlande, puis en 1555 par le Comte de Sussex. Celui-ci échoue à nouveau les deux années suivantes à déloger les MacDonald mais doit apporter en 1557 sa protection aux McQuillan, chassés de leur château de Dunluce qui a dû être pris par Colla peu de temps auparavant.

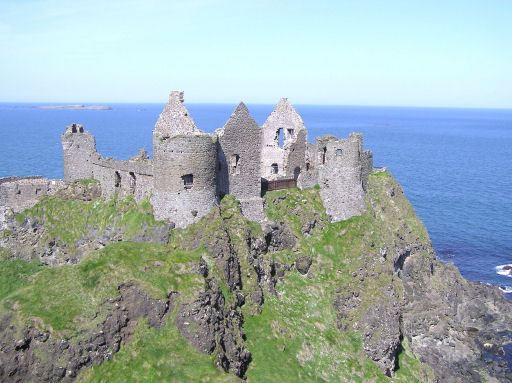
Château de Dunluce

Il meurt en 1558 au Château de Kinbane qu'il a fait construire, laissant un très jeune fils mineur, Gillaspick. Son frère Sorley Boy lui succède à la tête de la Seigneurie et se fait reconnaître par l'aîné, James, comme chef d'un nouveau clan indépendant, les MacDonnell d'Antrim. La mort accidentelle de Gillaspick à Ballycastle lors des célébrations de sa majorité en 1571, tué lors d'un combat de taureaux, laisse Sorley Boy seul maître des terres irlandaises du clan.

## Famille
Il est marié avec la fille de son allié McQuillan, Évelyne McQuillan. De ce mariage sont issus deux enfants :
- Gillaspick (mort accidentellement en 1571)
- Randal

### Source
- (en) Cet article est partiellement ou en totalité issu de l’article de Wikipédia en anglais intitulé « Colla MacDonnell » (voir la liste des auteurs)., édition du 18 avril 2016.